# 코리 루언다우스키
코리 루언다우스키(영어: Corey Lewandowski, 1973년 9월 18일 ~ )는 미국 공화당의 정치인이다. 2016년 현재 도널드 트럼프의 대선 선거대책본부장 자리에 있다. 트럼프의 핵심측근으로 불리는 그는 보수적 싱크탱크 '번영을 위한 미국인들' 출신으로, 2014년까지 로비스트로 활동했다.
루언다우스키는 2016년 3월 8일 플로리다주에서 열린 트럼프의 기자회견 때, 온라인 언론 브레이바트의 기자 미셸 필즈의 팔을 잡아 끌어 멍들게 한 일로, '단순 폭행' 혐의로 기소처분되었다. 루언다우스키와 트럼프는 부인하였으나 영상 증거가 발견되어 사실로 증명되었다.